# Aeroporto di Costanza-Mihail Kogălniceanu
L'Aeroporto di Costanza-Mihail Kogălniceanu (IATA: CND, ICAO: LRCK), è un aeroporto rumeno situato a 26 km a nord-nordovest dal centro di Costanza, capoluogo dell'omonimo distretto, nel comune di Mihail Kogălniceanu.

## Struttura e funzione
La struttura, posta all'altitudine di 108 m (353 ft) sul livello del mare, è costituita da un terminal passeggeri ed una torre di controllo e di una pista d'atterraggio con fondo in calcestruzzo lunga 3 500 m e larga 45 m con orientamento 18/36, dotata di un sentiero di avvicinamento luminoso ALSF-II per la pista 36 e di uno semplificato SALS per la pista 18, e di sistema di assistenza all'atterraggio PAPI.
L'aeroporto, gestito dalla S. N. Aeroportul International Mihail Kogalniceanu Constanta S.A., effettua attività sia secondo le regole del volo a vista (VFR) che del volo strumentale (IFR) ed è aperto al traffico commerciale.
È inoltre sotto il comando della Baza 86 Aeriană (86ª base aerea) e già sede della Baza 57 Aeriană (57 base aerea) della Forțele Aeriene Române, l'aeronautica militare rumena, quest'ultima disciolta nell'agosto 2004.

## Storia
Costruito nel 1955 come base aerea militare, l'aeroporto aprì alle operazioni civili nel maggio del 1960, in sostituzione del vecchio aeroporto chiamato Palas, fondato nel 1932. Nel 1962 fu inaugurato un terminal passeggeri con una capacità di 200 passeggeri all'ora e cinque anni dopo fu ampliato per gestire fino a 300 passeggeri all'ora. 
Nel 1974 un'importante modernizzazione aumentò la capacità a 1.000 passeggeri all'ora. Nel 1979 l'aeroporto fu utilizzato da 778.766 passeggeri, per un picco di utenza trainato dal turismo straniero.